# Darci Menezes
Darci Menezes (ur. 24 czerwca 1949) – brazylijski piłkarz, występujący podczas kariery na pozycji prawego środkowego obrońcy.

## Kariera klubowa
Darci Menezes karierę piłkarską rozpoczął w klubie Cruzeiro EC, gdzie grał w latach 1968–1971. Z Cruzeiro zdobył dwukrotnie mistrzostwo stanu Minas Gerais – Campeonato Mineiro w 1968 i 1969 roku. W 1971 był wypożyczony do Amériki Belo Horizonte. W Américe 19 września 1971 w przegranym 0-1 meczu z SC Internacional Darci zadebiutował w lidze brazylijskiej. Po powrocie do Cruzeiro występował w nim do 1977. Z Cruzeiro zdobył Copa Libertadores 1976 oraz pięciokrotnie mistrzostwo stanu Minas Gerais – Campeonato Mineiro w 1972, 1973, 1974, 1975 i 1977 roku. W barwach Cruzeiro wystąpił w 417 meczach.
W 1978 roku występował w Vitórii Salvador, a w 1979 w Atlético Goianiense. W 1982 występował w São José EC. W São José EC Darci wystąpił ostatni raz w lidze 3 lutego 1982 w wygranym 1-0 meczu z Desportivą Cariacica. Łącznie w latach 1971–1982 wystąpił w lidze brazylijskiej w 142 meczach i strzelił 3 bramki. Darci występował jeszcze w Athletico Paranaense i Democracie Governador Valadares, w której zakończył karierę.

## Kariera reprezentacyjna
Darci Menezes ma za sobą powołania do reprezentacji Brazylii. W 1975 roku wystąpił w Copa América 1975. Na turnieju był rezerwowym i nie wystąpił w żadnym meczu. Nigdy nie wystąpił w reprezentacji.